# Berlești, Brăila
Berlești este un sat ce aparține orașului Ianca din județul Brăila, Muntenia, România.
La sfârșitul secolului al XIX-lea, satul Berlești era reședința comunei Ionești-Berlești începând din 1840; comuna avea o populație de 244 de locuitori; aici funcționau o moară de vânt și o școală mixtă cu 16 elevi, dintre care 2 fete.
În anul 1925, comuna Ionești-Berlești fusese desființată, iar satul Berlești inclus în comuna Perișoru.
Începând cu anul 1968, satul aparține comunei Ianca, comună devenită oraș în 1989.